# White Snake 2: The Tribulation of the Green Snake
Bạch Xà 2: Thanh Xà Kiếp Khởi (tên tiếng Anh: White Snake 2: The Tribulation of the Green Snake; tên tiếng Trung: 白蛇2：青蛇劫起; bính âm: Báishé: Qīngshé Jiéqǐ) là bộ phim hoạt hình máy tính kỳ ảo Trung Quốc ra mắt năm 2021 được đạo diễn bởi Huỳnh Gia Khương với được sản xuất đồ họa hoạt hình bởi Light Chaser Animation, Alibaba Pictures, Tianjin Maoyan Weiying Culture Media và Bilibili. Đây là phần hậu truyện của bộ phim Bạch Xà: Duyên Khởi (2019). Phim được dựa trên câu truyện dân gian nổi tiếng của Trung Quốc - Bạch Xà truyện và được công chiếu tại Trung Quốc vào ngày 23 tháng 7 năm 2021.

## Nội dung
Sau khi chứng kiến Bạch Xà bị Pháp Hải hòa thượng dùng tháp Phong Lôi bắt giữ, Thanh Xà tức giận, xông vào định giết chết Pháp Hải. Nhưng với pháp lực cao cường của Pháp Hải, cô đã bị hắn đánh bại và rơi vào một nơi được gọi là Tu La Thành. Và hành trình của cô cũng bắt đầu tại nơi đây.

## Nhân vật
- Đường Tiểu Hỷ thủ vai Tiểu Thanh (Thanh Xà)
- Oa Oa thủ vai Mông Diện Nhân
- Ngụy Siêu thủ vai Tư Mã
- Triệu Minh Châu thủ vai Bang chủ Ngưu Đầu
- Trịnh Tiểu Phác thủ vai Hồ Ly tinh
- Tống Húc Thần thủ vai Pháp Hải hòa thượng
- Khâu Thu thủ vai Tôn Cô nương
- Trương Khải thủ vai Nhị đương gia
- Hứa Giai Kỳ thủ vai Tam đương gia
- Quan Soái thủ vai Tứ đương gia
- Trương Bích Ngọc thủ vai Nhện tinh
- Trương Triết thủ vai Bạch Tố Trinh
- Dương Thiên Tường thủ vai Hứa Tiên
- Bảo Mộc Trung Dương thủ vai Cơ Nhục Nam
- Lâm Cường thủ vai Thư Sinh

## Sản xuất
Bộ phim được sản xuất bởi dàn ê-kíp của phần trước là Bạch Xà: Khởi Duyên.

## Nhạc phim
| STT | Nhan đề                 | Phổ lời           | Phổ nhạc       | Trình bày | Thời lượng |
| --- | ----------------------- | ----------------- | -------------- | --------- | ---------- |
| 1.  | "Vấn hoa" (Nhạc mở đầu) | Đại Mao / Hàn Lạc | Quách Thiếu Vi | Châu Thâm |            |

## Phát hành
Bạch Xà 2: Thanh Xà Kiếp Khởi được công chiếu tại các rạp ở Trung Quốc vào ngày 23 tháng 7 năm 2021. Ngày 26 tháng 7, chỉ sau 3 ngày phát hành, bộ phim thành công đạt được doanh thu 200 triệu Nhân dân tệ (tương đương 705 tỷ Đồng). Vào ngày 17 tháng 8, doanh thu phim tiếp tục cán mức 500 triệu Nhân dân tệ.